# Calibre 24
Le Calibre 24 est une munition de chasse utilisée communément depuis les années 1880 aux années 1940 avant d'être délaissée pour d'autres calibres plus efficaces. Le calibre 24 a un diamètre de 14,7 mm. Ce calibre est d'une portée effective d'environ 30 mètres. Balistiquement très proche du calibre 28, il est aujourd'hui quasi-abandonné.